# Александр (Ищеин)
Архиепи́скоп Алекса́ндр (в миру Александр Геннадьевич Ищеин; 13 июня 1952, Ярославль, СССР — 10 июня 2021, Баку, Азербайджан) — епископ Русской православной церкви, архиепископ Бакинский и Азербайджанский (1999—2021), член Межсоборного присутствия Русской Православной Церкви.

## Биография
Родился 13 июня 1952 года в Ярославле: мать — педагог, отец — рабочий. Детство провёл в древних русских городах Ростове и Ярославле. С отрочества стремился к служению Церкви в священном сане, изучал церковную литературу, собранную его дедом Ф. Ф. Серебренниковым.
В 1969 году окончил среднюю школу и поступил в Ленинградский химико-фармацевтический институт. Огромное влияние на духовное формирование и принятие монашеских обетов будущего архипастыря принадлежало архиепископу Павлу (Голышеву), с которым студент Александр познакомился в Ленинграде.
В 1973—1974 годах проходил срочную службу в рядах вооружённых сил.
Значительное влияние на него оказал митрофорный протоиерей Иоанн Остапчук, благочинный церквей Кабардино-Балкарии, а также общение с иноками разорённых кавказских монастырей.
В 1975 году принял монашество с именем Александр. 4 сентября 1975 года епископом Ставропольским и Бакинским Антонием (Завгородним) был рукоположен во иеродиакона, а затем 19 декабря 1975 года — во иеромонаха. Направлен на служение в Ставропольскую епархию. Заочно окончил Московскую духовную семинарию.
В течение четырёх лет был настоятелем Успенского храма города Моздока, где находится особо чтимая на Кавказе Моздокская икона Божией Матери. В день празднования Успения Богородицы устраивал многотысячные крестные ходы с чудотворным образом.
Служил благочинным церквей Северной Осетии и содействовал возвращению Церкви и восстановлению Вознесенского собора в городе Алагире, церкви во Владикавказе, Никольского собора и храма Нерукотворного Образа Спасителя в станице Павлодольской. Собирал и изучал материалы по истории христианства на Кавказе.
На празднование тысячелетия Крещения Руси в 1988 в Ставрополе был возведён в сан архимандрита. Активно принимал участие в открытии Ставропольского духовного училища и начавшемся преобразовании его в духовную семинарию.
С 1992 года нёс пастырское послушание на православных приходах Азербайджана. Будучи настоятелем храма благоверного великого князя Александра Невского города Гянджи, архимандрит Александр (Ищеин) предотвратил закрытие храма, возродив богослужебную и приходскую жизнь. Получив благословение нести послушание настоятеля будущего кафедрального собора Свв. Жен-Мироносиц города Баку, архимандрит Александр принялся за дело возрождения поруганной святыни. В ноябре 1994 года был назначен настоятелем древнейшего действующего храма Азербайджана — храма святого Архангела Михаила города Баку.
В 1995 года назначен благочинным города Будённовска. В это время архимандриту Александру (Ищеину) пришлось умиротворить негодующих и охваченных горем горожан, переживших ужас захвата боевиками г. Будённовска, а также предать земле погибших от рук террористов.
В 1995 году назначен настоятелем кафедрального собора Рождества Богородицы города Баку и благочинным православных церквей Азербайджана. В условиях сложной общественно-политической обстановки предотвратил закрытие нескольких храмов. Его стараниями при Бакинском соборе были организованы ежедневные бесплатные обеды, материальная помощь детям и инвалидам, открыта воскресная школа для детей, школа по катехизации взрослых, церковная библиотека.

### Архиерейство
28 декабря 1998 года постановлением Священного синода избран епископом Бакинским и Прикаспийским. 13 января 1999 года в Богоявленском Елоховском соборе в Москве состоялось наречение архимандрита Александра во епископа Бакинского и Прикаспийского. 14 января в Богоявленском Елоховском соборе в Москве хиротонисан во епископа Бакинского и Прикаспийского. Хиротонию совершили патриарх Московский и всея Руси Алексий II, митрополит Крутицкий и Коломенский Ювеналий (Поярков), митрополит Волоколамский и Юрьевский Питирим (Нечаев), архиепископ Солнечногорский Сергий (Фомин), архиепископ Оренбургский Валентин (Мищук), архиепископ Истринский Арсений (Епифанов), епископ Бронницкий Тихон (Емельянов), епископ Орехово-Зуевский Алексий (Фролов), епископ Красногорский Савва (Волков).
При нём в Баку, Махачкале, Кизляре, Каспийске, Избербаше, Буйнакске, Дербенте были реставрированы разрушенные храмы, построены новые.
Почитая память апостола Варфоломея, пострадавшего в древнем Албанополе (по одной из версий — на территории современного Баку), ежегодно 24 июня на месте его предполагаемой мученической кончины служил торжественный молебен с акафистом и совершал крестный ход, на который собирались священнослужители и миряне со всего Азербайджана.
С 27 июля 2009 года — член Межсоборного присутствия Русской православной церкви.
22 марта 2011 года решением Священного синода в связи с тем, что Дагестан был переведён в состав возрождённой Владикавказской епархии, титул изменён на «Бакинский и Азербайджанский».
18 июля 2012 года в Успенском соборе Свято-Троицкой Сергиевой лавры патриархом Кириллом возведён в сан архиепископа.
11 ноября 2020 года поздравил президента Азербайджана Ильхама Алиева с «победой Азербайджанской армии в освобождении оккупированных земель и освобождении от оккупации сердца Карабаха — древней Шуши».
Скончался 10 июня 2021 года от многолетнего онкологического заболевания. Похоронен на I Аллее почётного захоронения в Баку.
11 июня 2022 года в Религиозно-культурном центре Бакинской епархии состоялось открытие епархиальной библиотеки имени архиепископа Александра (Ищеина), сформированной из его личного книжного фонда. Книжный фонд включает более чем 1 000 экземпляров книг по богословию, истории, патристике, искусствоведению, культурологии, межрелигиозному диалогу, а также редкие и коллекционные издания.

## Награды
Церковные
- орден Креста прп. Евфросинии Полоцкой Белорусской Православной Церкви (24 июня 2012)[11].
- Орден преподобного Сергия Радонежского II степени.
- Орден святого благоверного князя Даниила Московского III степени.

Светские
- Орден «Слава» (12 июня 2002 года, Азербайджан) — за заслуги в общественной жизни Азербайджана[12].
- Орден «Дружба» (11 июня 2012 года, Азербайджан) — за заслуги в развитии дружественных связей между народами Азербайджана и России[13].
- Орден Дружбы (10 апреля 2017 года, Россия) — за большой вклад в поддержку русской диаспоры, плодотворную деятельность по укреплению межконфессионального взаимопонимания, дружбы и сотрудничества между Российской Федерацией и Азербайджанской Республикой[14].
- Почётный диплом Президента Азербайджанской Республики (16 ноября 2015 года, Азербайджан) — по случаю дня международной толерантности за заслуги в развитии мультикультуральных традиций и межрелигиозных отношений в Азербайджане[15].

Ведомственные
- Почётная грамота Правительственной комиссии по делам соотечественников за рубежом (2012)[16].
- Медаль «Долг и честь» (2014, Русская община Азербайджана)[17].
- Орден «Сын Отечества» (2016)[18].